# Zytokin-Freisetzungssyndrom
Das Zytokin-Freisetzungssyndrom, auch bekannt unter dem englischsprachigen Begriff cytokine release syndrome (CRS) oder auch macrophage activation syndrome, haemophagozytic lymphohistiocytosis, ist eine unerwünschte systemische Wirkung meist einer Chemotherapie, Strahlentherapie, CAR-T-Zell-Therapie oder monoklonalen Antikörpern.
Bei Auftreten im Zusammenhang mit parenteral verabreichten monoklonalen Antikörpern wird das CRS oft als Infusionsreaktion oder infusionsbedingte Reaktion (engl. infusion-related reaction, IRR) bezeichnet, wobei unter diesem Begriff neben dem CRS auch allergische und anaphylaktische Reaktionen erfasst werden, die sich in ähnlicher Weise äußern und die diagnostisch nicht immer von einem CRS abgegrenzt werden. Ein CRS kann nicht nur bei intravenöser, sondern auch bei subkutaner Verabreichung auftreten. Es kann sich in Form von grippeähnlichen Symptomen äußern, kann aber auch schwere und tödliche Verlaufsformen aufweisen, weshalb es einen (onkologischen) Notfall darstellt.
Der Ausdruck wurde in den 1950ern als seltene genetische Erkrankung bei Kindern geprägt, damals noch unter dem Namen Haemophageozytische Lymphohistiozytose.

## Ursachen
Bekannte Auslöser sind die CAR-T-Zell-Therapie sowie die Medikamente Rituximab, Alemtuzumab, TGN1412, Antithymozytenglobulin, Basiliximab, Interleukin-15, Lenalidomid, Muromonab-CD3 und Blinatumomab.
Es gibt Hinweise auf eine Mitbeteiligung einer Mutation, die zu Todesfällen während einer Grippe in den USA geführt hat.
Bei der Pathogenese spielt die Aktivierung der T-Zellen eine Rolle, es handelt sich also bei der CAR-T-Zell-Therapie um eine „on-target“-Wirkung. Hierdurch werden große Mengen entzündungsfördernder (proinflammatorischer) Zytokine freigesetzt, vor allem Interleukin-6 und Interferon-γ.

## Symptome
Bei leichten Beschwerden zeigt sich ein Grippe-ähnliches Krankheitsbild. Aufgrund der erhöhten Freisetzung von Zytokinen (meist durch den massiven Zerfall von Krebszellen) bestehen Symptome wie Fieber, Übelkeit, Schüttelfrost, Arterielle Hypotonie, Tachykardie, Asthenie, Kopfschmerz, Exanthem und Dyspnoe in unterschiedlicher Ausprägung.
Massive Reaktionen bis hin zum Zytokinsturm treten gehäuft bei der ersten Behandlung auf, insbesondere bei hämatologischen bösartigen Erkrankungen, können lebensbedrohlich sein und stellen einen onkologischen Notfall dar. Es kann sich eine Hypoxie mit Beatmungsbedürftigkeit, eine schwere Hypotension mit Minderdurchblutung der Extremitäten, ein Kapillarlecksyndrom (capillary leak syndrom) mit Ödembildung innerer Organe (besonders Lungenödem) und schließlich ein Multiorganversagen und eine Disseminierte intravasale Koagulopathie ausbilden.
Bei der CAR-T-Zell-Therapie korreliert das Auftreten des Syndroms mit der Pharmakokinetik der CAR-T-Zellen, der Tumorzelllast (Blastenzahl in der Knochenmarkpunktion) und dem Ansprechen.

## Einteilung
Eine starke Ausprägung wird auch als Zytokinsturm bezeichnet.
Anhand des klinischen Verlaufs können im Nachhinein folgende Schweregrade unterschieden werden:
- Grad 1 (nur symptomatische Therapie erforderlich)
- Grad 2 (mäßig intensive Behandlung notwendig)
- Grad 3 (aggressive Therapie notwendig)
- Grad 4 (lebensbedrohlich)
- Grad 5 (mit Todesfolge)

## Therapie
Bei rheumatischen Erkrankungen können vorbeugend Antihistaminika, Kortison oder  NSAR gegeben werden.
Der gegen Interleukin-6 gerichtete Antikörper Tocilizumab wurde 2017 zur Behandlung des CRS zugelassen und ist bei sehr gutem Ansprechen die Standardtherapie in der CAR-T-Zell-Therapie.